# Peter von Biron
Peter von Biron (n. 15 februarie 1724, Jelgava, Ducatul Curlandei și Semigaliei, Letonia – d. 13 ianuarie 1800, Jeleniów⁠(d), Gmina Lewin Kłodzki⁠(d), Voievodatul Silezia Inferioară, Polonia) a fost ultimul Duce de Courland; el a domnit în perioada 1769-1795.
Peter s-a născut la Jelgava (germană Mitau) ca fiu al lui Ernst Johann von Biron și al soției acestuia, Benigna von Trotha. La vârsta de 16 el a fost obligat să-și urmeze familia în exil, în Siberia. În 1769 Peter a primit ducatul de Courland și Semigallia de la tatăl său. El a fost ales membru al Societății Regale în 1771.
În 1775 el a fondat Academia Petrina în Jelgava aperând ca școală să devină universitate. El a cedat guvernarea ducatului care a intrat în componența Imperiului rus în 1795 și a primit în schimb un mare apanaj. Acest lucru l-a ajutat să cumpere în 1782 și să renoveze Palatul Kurland din Berlin.
În 1785 el a cumpărat parcul și palatul din Friedrichsfelde, pe care le-a reconstruit într-o frumusețe de lux. În aprilie 1786 el a cumpărat ducatul Sagan de la familia Lobkovic, apoi în plus a folosit titlul de Duce de Żagań. În 1795 Rusia a determinat soarta ducatului Courland când împreună cu aliații ei au început cea de-a treia împărțire a Poloniei. Odată cu semnarea documentului din 28 martie 1795, ducatul de Courland a încetat să mai existe. Cinci ani mai târziu, Peter a murit la Gellenau.

## Căsătorii și copii
Peter s-a căsătorit de trei ori:
În 1765 s-a căsătorit cu Prințesa Caroline de Waldeck și Pyrmont (14 august 1748 - 1782); au divorțat în 1772. A doua oară s-a căsătorit  în 1774 cu Prințesa Eudoxia Borisovna Iusopova (16 mai 1743 - 1780); au divorțat în 1778.

A treia oară s-a căsătorit în 1779 cu contesa Dorothea von Medem. Ei au avut șase copii, dintre care doi au murit în copilărie. Ceilalți patru au fost:
- Prințesa Wilhelmine (8 februarie 1781 - 29 noiembrie 1839), ducesă de Sagan; după decesul tatălui ei ea a moștenit ducatul de Sagan din Silezia și moșia Náchod din Boemia.
- Prințesa Pauline (19 februarie 1782, Mitau - 8 ianuarie 1845, Viena); s-a căsătorit cu prințul Friedrich Hermann Otto de Hohenzollern-Hechingen. După decesul tatălui ei ea a moștenit Palatul Prager și moșiile Hohlstein și Nettkow din Boemia. După decesul Wilhelminei ea a moștenit ducatul de Sagan din Silezia și moșia Náchod din Boemia.
- Prințesa Johanna Katharina (24 iunie 1783, Würzau - 11 aprilie 1876, Löbichau); s-a căsătorit cu Francesco Ravaschieri Fieschi Squarciafico Pinelli Pignatelli y Aymerich, duce de Acerenza. În 1806 ea a moștenit palatul Kurland din Praga iar după moartea mamei sale a moștenit moșia Löbichau din Altenburgischen.
- Prințesa Dorothea (21 august 1793 – 19 septembrie 1862) s-a căsătorit cu Edmond de Talleyrand-Périgord, al 2-lea duce de Talleyrand. Tatăl ei biologic a fost nobilul polonez Alexander Batowski, însă Peter a recunoscut-o ca fiind a lui. După decesul lui Peter ea a moștenit palatul Kurland din Berlin și moșia Wartenberg; după decesul surorii sale Pauline în 1845 ea a moștenit ducatul de Sagan.